# Timocharis d'Alexandrie
Pour les articles homonymes, voir Timocharis.
Timocharis d'Alexandrie (env. 320 av. J.-C. - 260 av. J.-C.) était un astronome et un philosophe grec. Probablement né à Alexandrie, il était contemporain d'Euclide.

## Biographie
La vie de Timocharis est mal connue, le peu d'éléments qui nous est parvenu se résume aux citations laissées par Ptolémée dans l'Almageste. C'est ainsi qu'on sait qu'aux alentours du IIIe siècle av. J.-C., avec l'aide d'Aristillus, il créa le premier catalogue d'étoiles du monde occidental. Plus de 150 ans après, Hipparque comparera son propre catalogue d'étoiles à celui de Timocharis et découvrira que la longitude des étoiles avait changé au cours du temps, ce qui lui permit de déterminer la première valeur de la précession des équinoxes.

### Postérité
Le cratère Timocharis sur la Lune porte son nom.